# Holihrady
Holihrady (ukr. Голігради; 1964-90 Czerwonohrady, ukr. Червоногради) – wieś na Ukrainie w rejonie czortkowskim należącym do obwodu tarnopolskiego.